# Aneel Ahmad
Aneel Ahmad (Longsight, Manchester, 31 de outubro de 1974) é um roteirista, cineasta, produtor, editor britânico, que se especializa nos documentários e curtas.

## Biografia
O cineasta autodidata foi criado na área pobre e muitas vezes violenta de Longsight, em Manchester. Ahmad nasceu e cresceu em uma família de classe operária em Manchester e é hoje considerado pelos profissionais da indústria como um dos melhores novos diretores cinematográficos de dentro do cinema britânico nascido de uma minoria britânica.
Sem nenhum treinamento formal e sem nenhuma educação ou qualificações cinematográficas, Ahmad começou a fazer filmes HI8 de baixo custo com seus amigos. Em 2005, ganhou reconhecimento ao dirigir seu primeiro curta-metragem com um orçamento minúsculo de 2.500 libras esterlinas, Waiting For Sunrise.
No início de sua carreira, Ahmad adquiriu experiência através da participação em muitos cursos prestigiados para roteiristas cinematográficos; dentre eles o do BAFTA, The First Film Foundation, Raindance Film Festival Script, "Writers Room" da BBC para novos roteiristas, e o curso The Writers Gym M.A (London Film School & Institut de France). Ele também fez parte dos cursos de cinema, tais como B3 Medias Compass Point, um programa de tutoria para as minorias dirigido por Paul Moody (NFTS) e Marc Boothe, produtor de Bullet Boy (B3Media). Suas principais influências são os trabalhos de Stanley Kubrick, David Lean, Satyajit Ray e do documentarista Peter Watkins. Ganhou o prêmio do Fundo das Nações Unidas para a Infância (UNICEF) em 2005, por seu curto documentário Waiting For Sunrise, e também foi indicado para um Grierson Award de Melhor Recém-chegado em 2006.

## Carreira

### 1996
O primeiro documentário de Ahmad foi um curta de 10 minutos, filmado em Manchester em 1996 e intitulado Movin as a Massive. Os contribuintes H, Fitz, Fatty, Naveed eram todos amigos de escola de Aneel Ahmad. Este documentário foi indicado pela Royal Television Society em 1996 para o "Most Innovative Film/Video" e foi um dos ganhadores do Lloyds Bank Film Challenge, organizado com o Channel 4.

### 2001
Asian Invasion é um documentário de 55 minutos que acompanhou um grupo de modelos asiáticos e os organizadores quando se preparavam para o espetáculo Arena GMEX com as estrelas de Bollywood e os grupos de música e dança Bhangra, DCS, B21, Bally Jagpal e o cantor Jassi Sidhu.

### 2003
O cineasta Aneel Ahmad filmou sua sequência de boxe no Salford Lads Club.
Os trabalhos de Ahmad em 2003 incluem um filme experimental ou avant garde intitulado A Man's World, cujo custo total de produção foi de 300 libras esterlinas.
Também em 2003, Ahmad fez um documentário curto intitulado The Day of the Fight. cujas cenas foram rodadas nos bastidores do ginásio de boxe de Manchester. Ele acompanhou muitos boxeadores profissionais, inclusive o campeão mundial Ricky Hatton, Michael Gomez, e os treinadores de boxe, como Billy Graham e Brian Hughes.

### 2005
Waiting for Sunrise foi o primeiro curto documentário internacional de Ahmad, financiado pelo North West Vision Media e o filme do UK Film Council ganhou o Nações Unidas (UNICEF) UK Award em Sheffield, em 2005. Ele foi selecionado para um dos prêmios mais importantes do mundo do cinema, o Grierson Awards para documentários. Ahmad também ganhou aclamação da crítica e elogios por seu trabalho de alguns dos maiores profissionais da indústria, tais como diretores de cinema de Hollywood Feature, Ridley Scott (American Gangster), Sir Alan Parker (Evita), Mike Leigh (Vera Drake), do presidente da UIP Stewart Till, Quentin Tarantino (Pulp Fiction) da Universal Pictures, Merchant Ivory Productions, Working Title Films, BBC, Fox, Film4, e de muitos outros dirigentes da indústria cinematográfica.

### 2007
Ahmad fez o seu terceiro curta-metragem Boot Polish financiado pelo North West Vision como parte dos fundos da nova Loteria UK Film Council Digital Shorts Scheme. Com um custo de produção de 18.000 pounds.
Boot Polish foi classificado como um dos primeiros filmes britânicos do gênero Bollywood, semelhante ao filme de Danny Boyle intitulado Slumdog Millionaire criando um misto de realidade e Bollywood.
O filme foi rodado em Lahore, Paquistão em 2006 e foi exibido em todo o mundo, em diversos festivais de cinema de 2007 a 2009.
Boot Polish foi co-produzido com Ahmad por (BAFTA) British Academy of Film and Television Arts. Em 2007, Aneel Ahmad e seu filme Boot Polish foram selecionados entre os 20 melhores finalistas, de um dos mundos mais prestigiados Incircle Grant Schemes, em Abu Dhabi Middle East Film Festival.
Em 2007 Boot Polish ganhou o prêmio de melhor cinematografia na categoria de curta-metragem no (BET) Black Entertainment Television BFM Festival

### 2008
Em 2008, Boot Polish e Waiting For Sunrise foram preservados para a nação pela British Film Institute para o arquivo nacional. No mesmo ano, Boot Polish venceu na categoria melhor filme estrangeiro no festival de cinema Route 66, dos Estados Unidos.
Ainda em 2008, Boot Polish ganhou uma medalha de ouro por excelência em música de curta-metragem no 5th Annual Park City Music Festival, realizado em Park City e Salt Lake City, Utah, Estados Unidos.

## Filmografia
| Ano     | Título |
| ------- | --- |
| 1996    | Movin as a Massive (documentário de 10 minutos Channel 4 Lloyds Bank Film Challenge)                                          |
| 2001    | Asian Invasion (documentário de 55 minutos)                                                                                   |
| 2003    | A Man's World curta-metragem de 15 minutos (inclui documentário de 30 minutos dos bastidores da produção - UKFC Virgin Media) |
| 2005    | Waiting For Sunrise documentário de 6 minutos (inclui documentário de 30 minutos dos bastidores da produção - UKFC)           |
| 2007    | Boot Polish curta-metragem de 15 minutos (inclui documentário de 61 minutos dos bastidores da produção - UKFC)                |
| 2008/09 | The Boy in the Tree curta-metragem de 10 minutos (filmado no Paquistão)                                                       |
| 2009/10 | The Paper Collector curta-metragem de 15 minutos (filmado no Paquistão)                                                       |
| 2009/10 | Raksha Sawaari curta-metragem de 15 minutos (filmado no Paquistão)                                                            |
| 2009/10 | Checkpost curta-metragem de 20 minutos (filmado no Reino Unido e no Paquistão)                                                |